# Pálinka

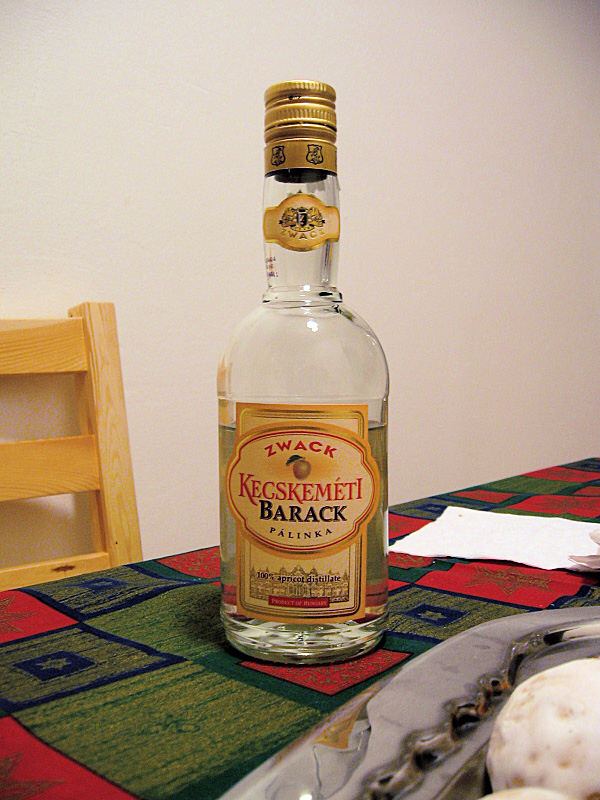
Pálinka

Pálinka – rodzaj owocowej brandy bądź wódki produkowanej tradycyjnie w krajach Kotliny Panońskiej. Produkowana jest z owoców lub ich wytłoczyn: śliwy, gruszy, jabłoni, moreli, czereśni lub morwy. Zawartość alkoholu waha się od ok. 35% do nawet 70%, w zależności od tego, czy była destylowana raz lub dwa razy.
W wąskim znaczeniu termin odnosi się do chronionego w obrębie Unii Europejskiej chronionego produktu regionalnego (PDO): destylatów owocowych z owoców pochodzących wyłącznie z Węgier lub czterech przygranicznych krajów związkowych Austrii. W szerszym znaczeniu odnosi się także do alkoholi produkowanych poza tym regionem, przede wszystkim do rumuńskiego trunku o nazwie Palincă i popularnej w Czechach i na Słowacji Pálenki.

## Etymologia
Nazwa trunku jest słowem węgierskim, jednak oryginalnie przywędrowała na Węgry z krajów słowiańskich, prawdopodobnie z dzisiejszej Słowacji. Pierwotnie termin ten po węgiersku, podobnie jak w językach słowiańskich, oznaczał dowolny destylat zbożowy (por. słowiański rdzeń oznaczający palenie lub przepalanie, porównaj z polskimi terminami przepalanka czy gorzałka). W znaczeniu tym przetrwał w węgierszczyźnie do dziś, choć w nieco zmienionej formie: Tótpálinka (dosł. słowacka przepalanka). 